# Pavetta urundensis
Pavetta urundensis är en måreväxtart som beskrevs av Cornelis Eliza Bertus Bremekamp. Pavetta urundensis ingår i släktet Pavetta och familjen måreväxter. Inga underarter finns listade i Catalogue of Life.